# Shi Guijun
Shi Guijun (* 6. August 1977) ist ein ehemaliger chinesischer Radrennfahrer.

## Sportliche Laufbahn
Shi Guijun war im Bahnradsport und im Straßenradsport aktiv. Bei den UCI-B-Weltmeisterschaften 2001 in Qinhuangdao gewann er die Goldmedaille in der Einerverfolgung vor Robert Lee und im Punktefahren vor Cheng Keng-hsien.
Bei den Asienmeisterschaften 2002 wurde er Dritter im Einzelzeitfahren. Bei den Asienspielen 1998 in Bangkok gewann er die Bronzemedaille in der Mannschaftsverfolgung. Er startete bei den Bahnradsport-Weltmeisterschaften 2003 im Punktefahren.